# Serguéi Aléinikov
Serguéi Yevguénievich Aléinikov (en ruso: Сергей Евгеньевич Алейников; Minsk, 7 de noviembre de 1961) es un entrenador y exfutbolista soviético nacido en la actual Bielorrusia.

## Clubes

### Como jugador
Fue elegido Futbolista del año en Bielorrusia en 3 ocasiones: 1984, 1986 y 1988.
| Club            | País            | Año         |
| --------------- | --------------- | ----------- |
| FK Dinamo Minsk | Unión Soviética | 1981 - 1989 |
| Juventus FC     | Italia          | 1989 - 1990 |
| US Lecce        | Italia          | 1990 - 1992 |
| Gamba Osaka     | Japón           | 1993 - 1995 |
| IK Oddevold     | Suecia          | 1996        |
| Anagni          | Italia          | 1997        |
| Corigliano      | Italia          | 1998        |

### Como entrenador
| Club                   | País     | Año         |
| ---------------------- | -------- | ----------- |
| Città di Anagni Calcio | Italia   | 1998        |
| US Città di Pontedera  | Italia   | 2000-2001   |
| Torpedo-ZIL            | Rusia    | 2002 - 2003 |
| FK Vidnoe              | Rusia    | 2003        |
| NK Kras Repen          | Italia   | 2007-2008   |
| NK Kras Repen          | Italia   | 2011-2012   |
| FK Dainava Alytus      | Lituania | 2014        |

## Selección nacional
Jugó en la Unión Soviética desde 1984 hasta la Disolución de la URSS, disputó dos mundiales y la Eurocopa 1988 de la que resultó subcampeón. Jugó en la Comunidad de Estados Independientes y disputó la Eurocopa 1992. Finalmente jugó con la selección de su país de 1992 a 1994.

### Participaciones en Copas del Mundo
| Mundial                        | Sede   | Resultado        | PJ | Goles |
| ------------------------------ | ------ | ---------------- | -- | ----- |
| Copa Mundial de Fútbol de 1986 | México | Octavos de final | 4  | 1     |
| Copa Mundial de Fútbol de 1990 | Italia | Primera fase     | 3  | 0     |

## Palmarés

### Torneos nacionales
| Título                                 | Club              | País            | Año     |
| -------------------------------------- | ----------------- | --------------- | ------- |
| Primera División de la Unión Soviética | FK Dinamo Minsk   | Unión Soviética | 1982    |
| Copa Italia                            | Juventus de Turín | Italia          | 1989-90 |

### Torneos internacionales
| Título                 | Club              | Sede     | Año     |
| ---------------------- | ----------------- | -------- | ------- |
| Liga Europa de la UEFA | Juventus de Turín | Avellino | 1989-90 |